# Championnats du monde IBSF 2024
Navigation
Édition précédente Édition suivante
Les Championnats du monde IBSF 2024 se déroulent  du 19 février au 3 mars 2024 à Winterberg (Allemagne) sous l'égide de la Fédération internationale de bobsleigh et de tobogganing (IBSF). Il s'agit d'une compétition annuelle (hors année olympique).
Il y a sept titres à attribuer au total : quatre en bobsleigh (bob à deux masculin, bob à quatre masculin, monobob féminin et bob à deux féminin), deux en skeleton (individuel masculin et individuel féminin) et enfin un en équipe mixte (bobsleigh + skeleton ou parfois seulement skeleton homme + femme)

## Calendrier des épreuves
| ent. | Entraînement | c | Course |

| Bobsleigh | Bob à 4 Hommes  |  |  |  |  |  |  |    |    |    |    |    |    |    |    |    |    | M1 | M2 | M3 | M4 |
| Bobsleigh | Bob à 2 Hommes  |  |  |  |  |  |  |    |    |    |    | M1 | M2 | M3 | M4 |    |    |    |    |    |    |
| Bobsleigh | Bob à 2 Femmes  |  |  |  |  |  |  |    |    |    |    |    |    |    |    | M1 | M2 | M2 | M3 |    |    |
| Bobsleigh | Monobob Femmes  |  |  |  |  |  |  |    |    |    |    | M1 | M2 | M3 | M4 |    |    |    |    |    |    |
| Skeleton  | Skeleton Hommes |  |  |  |  |  |  | M1 | M2 | M3 | M4 |    |    |    |    |    |    |    |    |    |    |
| Skeleton  | Skeleton Femmes |  |  |  |  |  |  | M1 | M2 | M3 | M4 |    |    |    |    |    |    |    |    |    |    |
| Skeleton  | Skeleton Mixte  |  |  |  |  |  |  |    |    |    |    | C  | C  |    |    |    |    |    |    |    |    |

## Podiums
| Épreuves              | Or                                                                                   | Or      | Argent                                                                           | Argent  | Bronze                                                                  | Bronze  |
| --------------------- | ------------------------------------------------------------------------------------ | ------- | -------------------------------------------------------------------------------- | ------- | ----------------------------------------------------------------------- | ------- |
| Bob à deux masculin   | Allemagne- Francesco Friedrich - Alexander Schüller                                  | 3:38.27 | Allemagne- Adam Ammour - Issam Ammour                                            | 3:38.61 | Allemagne- Johannes Lochner - Georg Fleischhauer                        | 3:38.74 |
| Bob à quatre masculin | Allemagne- Francesco Friedrich - Thorsten Margis - Alexander Schüller - Felix Straub | 3:34.10 | Allemagne- Johannes Lochner - Florian Bauer - Erec Bruckert - Georg Fleischhauer | 3:34.98 | Allemagne- Adam Ammour - Issam Ammour - Benedikt Hertel - Rupert Schenk | 3:35.31 |
| Bob à deux féminin    | Allemagne- Lisa Buckwitz - Vanessa Mark                                              | 3:43.99 | Allemagne- Laura Nolte - Deborah Levi                                            | 3:44.04 | Allemagne- Kim Kalicki - Leonie Fiebig                                  | 3:44.27 |
| Monobob féminin       | Laura Nolte                                                                          | 3:54.77 | Elana Meyers Taylor                                                              | 3:54.94 | Lisa Buckwitz                                                           | 3:55.00 |

| Épreuves        | Or                                             | Or      | Argent                                      | Argent  | Bronze                                     | Bronze  |
| --------------- | ---------------------------------------------- | ------- | ------------------------------------------- | ------- | ------------------------------------------ | ------- |
| Skeleton Hommes | Christopher Grotheer                           | 3:44.91 | Matt Weston                                 | 3:45.14 | Yin Zheng                                  | 3:45.92 |
| Skeleton Femmes | Hallie Clarke                                  | 3:51.27 | Kim Meylemans                               | 3:51.49 | Hannah Neise                               | 3:51.53 |
| Équipe mixte    | Allemagne- Hannah Neise - Christopher Grotheer | 1:59.09 | Royaume-Uni- Tabitha Stoecker - Matt Weston | 1:59.21 | Allemagne- Jacqueline Pfeifer - Axel Jungk | 1:59.31 |

## Tableau des médailles
| Rang  | Nation          | Or | Argent | Bronze | Total |
| ----- | --------------- | -- | ------ | ------ | ----- |
| 1     | Allemagne       | 6  | 3      | 6      | 15    |
| 2     | Canada          | 1  | 0      | 0      | 1     |
| 3     | Grande-Bretagne | 0  | 2      | 0      | 2     |
| 4     | Belgique        | 0  | 1      | 0      | 1     |
| 4     | États-Unis      | 0  | 1      | 0      | 1     |
| 6     | Chine           | 0  | 0      | 1      | 1     |
| Total | Total           | 7  | 7      | 7      | 21    |

### Résultats officiels
1. ↑  (en) « World Championships : 2-man Bobsleigh », sur ibsf.org, 27 février 2024 (consulté le 27 février 2024).
2. ↑  (en) « World Championships : 4-man Bobsleigh », sur ibsf.org, 3 mars 2024 (consulté le 5 mars 2024).
3. ↑  (en) « World Championships : 2-woman Bobsleigh », sur ibsf.org, 2 mars 2024 (consulté le 5 mars 2024).
4. ↑  (en) « World Championships : Women's Monobob », sur ibsf.org, 27 février 2024 (consulté le 27 février 2024).
5. ↑  (en) « World Championships : Men's Skeleton », sur ibsf.org, 24 février 2024 (consulté le 25 février 2024).
6. ↑  (en) « World Championships : Women's Skeleton », sur ibsf.org, 24 février 2024 (consulté le 25 février 2024).
7. ↑  (en) « World Championships : Skeleton Mixed Team », sur ibsf.org, 24 février 2024 (consulté le 25 février 2024).